# Nikki Havenaar
Nikki Havenaar (ハーフナー・ニッキ?, Hāfunā Nikki; Aichi, 16 febbraio 1995) è un calciatore giapponese, difensore del Ried.

## Biografia
È figlio dell'ex calciatore olandese Dido Havenaar e fratello di Mike, anch'egli calciatore.

## Caratteristiche tecniche
È un difensore centrale.

## Carriera
Nato in Giappone da padre di origini olandesi, è entrato a far parte del settore giovanile del Nagoya Grampus nel 2010. Il 23 marzo 2013 ha esordito fra i professionisti disputando l'incontro di Coppa J. League vinto 2-1 contro il Sagan Tosu. Nel 2016 è approdato in Europa dove ha giocato tre stagioni con l'Horn, collezionando 70 presenze complessive. Il 7 luglio 2018 è stato acquistato dal Wil dove ha giocato 27 incontri nella seconda serie svizzera per poi passare al Thun in vista della stagione seguente.

## Palmarès

### Club

#### Competizioni nazionali
- 2. Liga: 1

Ried: 2024-2025